# Brandtia latissima
Brandtia latissima is een vlokreeftensoort uit de familie van de Acanthogammaridae. De wetenschappelijke naam van de soort is voor het eerst geldig gepubliceerd in 1858 door Gerstfeldt.